# Kairos (romanzo)
Kairos è un romanzo del 2021 scritto dall'autrice tedesca Jenny Erpenbeck e tradotto da Ada Vigliani. Ha ricevuto il premio tedesco Uwe Johnson Prize nel 2022. La traduzione inglese, di Michael Hofmann, pubblicata negli Stati Uniti da New Directions e nel Regno Unito da Granta Books, è stata nominata per il National Book Award for Translated Literature nel 2023, e ha vinto l'International Booker Prize nel 2024.
Il romanzo racconta la storia di una relazione, contraddistinta da un divario di età, condannata e sempre più tossica, ambientata sullo sfondo del collasso della RDT, con i due amanti che sembrano incarnare l'idealismo distrutto della Germania dell'Est.
Eleanor Wachtel, la presidentessa della giuria dell'International Booker Prize del 2024, dopo la vittoria del libro ha detto: "Con una brillante prosa, Jenny Erpenbeck espone la complessità di una relazione tra una giovane studentessa e uno scrittore molto più anziano, rappresentando la tensione e i cambiamenti quotidiani che marchiano la loro intimità, accostandoli agli appartamenti, i café, e le strade di città, i luoghi di lavoro e il cibo della Berlino dell'Est. Inizia con l'amore e la passione, ma riguarda in ugual misura il potere l'arte e la cultura. L'autoassorbimento dei due amanti, la loro discesa in un vortice distruttivo, rimane connessa alla più ampia storia della Germania dell'Est durante questo periodo, spesso incrociando la storia da angoli diversi."
In un'intervista con il sito web del Booker Prizes, Erpenbeck ha detto: "E' una storia privata di un grande amore e della sua distruzione, ma è anche una storia di dissolvenza di un intero sistema politico. In parole povere: Come può qualcosa che sembra così giusto all'inizio trasformarsi in una cosa sbagliata?"
Erpenbeck è la prima autrice tedesca a vincere l'annuale International Booker Prize, che vene assegnato insieme all'autore e al traduttore del miglior lavoro di narrativa tradotto in inglese e pubblicato nel Regno Unito o in Irlanda. Allo stesso modo, Hofmann è il primo traduttore uomo a ricevere il premio.

## Recensioni
Kairos ha ricevuto il plauso del pubblico. La rivista TIME Magazine ha definito Kairos come uno dei 100 libri da leggere assolutamente del 2023, elogiando la prosa di Erpenbeck. Natasha Walter, scrivendo per The Guardian, ha definito il romanzo come "uno dei romanzi più cupi e belli che abbia mai letto"; Declan Ryan, che scrive anch'egli per The Guardian, ha lodato la traduzione di Hofmann e definito il romanzo come "coinvolgente". Dwight Garner, che scrive per il New York Times, ha definito il romanzo "profondo" e "commovente" e elogiato Erpenbeck come "tra gli scrittori più sofisticati e potenti che abbiamo."